# Esymus fumigatulus
Esymus fumigatulus är en skalbaggsart som beskrevs av Edmund Reitter 1892. Esymus fumigatulus ingår i släktet Esymus och familjen Aphodiidae. Inga underarter finns listade i Catalogue of Life.